# Jake és Blake
A Jake és Blake egy argentin-spanyol tévéfilmsorozat, mely Latin-Amerikában a Disney Channel vetítette 2009. november 29-től 2010. június 25.-ig. Magyarországon is a Disney Channel vetítette.

## Ismertető
Egy 18 éves ikerpárról szól, akik nem is tudnak egymásról. Jake Valley-t az óceánon találták és örökbe fogadták. Most pedig egy valódi stréber, akinek egyetlen barátja Annie. Jake élete remek is lenne, ha nem létezne Allan King, aki az iskola igazgatójának, Mr. Kingnek a fia és bármit megtehet az iskolában, de hobbija, hogy Jaket szívassa.
A másik testvér Blake Hill, aki rivaldafényben él, mint popsztár menedzserével, Rebeccával, valamint öccsével, Maxal. Max egy 12 éves kisfiú, aki roppant kedves. A bökkenő csak az, hogy bátyja közel sem annyira, mint ő. Blakenek fejébe szállt a hírnév és az, hogy minden lány rá pályázik. Önzőn és kegyetlenül viselkedik kisöccsével szemben. Az egyetlen, akivel Blake szót ért az Buddy, hűséges mindenese. Egy nap Jake élete komoly fordulatot vesz: ok nélkül kicsapják az iskolából. Blake pedig egy koncert után megszökik, mert elege lesz abból, hogy rajongók hada üldözi. Motorra pattan és elszáguld.
A legérdekesebb viszont csak eztán jön: Blake majdnem elüti Jaket az úttesten, és belerepül motorjáról a gyors fékezés miatt a tóba. Jake kimenti és mikor a pop-sztár meglátja Jake arcát hihetetlenül meglepődik és érdekes terv fordul meg fejében, amit csakhamar közöl is Jake-kel.
Blake nagy terve a helycsere, melynek lényege, hogy életet cserélnek egy időre, amíg élvezik. Ebben Jake nagy nehezen bele is megy, miután Blake elintézi, hogy visszavegyék az iskolába.
Jakenek le kell győznie lámpalázát és hozzá kell szoknia a rengeteg rajongóhoz, Blakenek pedig átlagos fiúként kell viselkednie, aki minden tantárgyból jeleskedik. Blake beleszeret Annie-be, Jake pedig Hope-ba, aki Blake legnagyobb rajongója, akit a pop-sztár soha se vett észre.
Jake összebarátkozik Maxel, akinek nem kell sok idő, hogy rájöjjön az átverésre. Blake oldalán Annie jön rá a cselszövésre, és így nehezedik a dolog: Négyüknek kell tartaniuk a szájukat.
A nehezén viszont még mindig nem estek túl: Fink egy gazdag üzletember, aki abból gazdagodott meg gyakorlatilag, hogy Jake elveszítette még csecsemőkorában a családját az óceánon. Persze ennek Fink volt az oka, de erre soha senki nem jött rá. Most viszont Fink mindent elkövet, hogy megfigyelje Jaket és Blaket, ugyanis nem tudni, mekkora anyagi kár érné, ha kiderülne, hogy ő volt az, aki miatt a hajóbaleset megesett.

## Szereplők
| Szereplő               | Eredeti hang      | Magyar hang        |
| ---------------------- | ----------------- | ------------------ |
| Jake Valley Blake Hill | Benjamín Rojas    | Baráth István      |
| Hope                   | Sofía Reca        | Szabó Zselyke      |
| Annie                  | Melanie Green     | Bogdányi Titanilla |
| Alan King              | Matias Mayer      | Czető Roland       |
| King igazgató          | Diego Leske       | Kassai Károly      |
| Bruce                  | Diego Child       | Sánta László       |
| Miranda                | Victoria Maurette | Vadász Bea         |
| Buddy                  | Pablo Drutman     | Csadi Zoltán       |
| Max Hill               | Tomás Martínez    | Penke Bence        |
| Paloma                 | Mariela Irala     | Csuha Bori         |
| Kathy                  | Ana Justo         | Zsurzs Kati        |
| Slate                  | Marcelo Andino    | Hamvas Dániel      |
| Fynk                   | Fabio Aste        | Rajkai Zoltán      |

## Epizódok
| Évad | Évad | Epizódok | Eredeti sugárzás  | Eredeti sugárzás | Magyar sugárzás | Magyar sugárzás |
| Évad | Évad | Epizódok | Évadpremier       | Évadfinálé       | Évadpremier     | Évadfinálé      |
| ---- | ---- | -------- | ----------------- | ---------------- | --------------- | --------------- |
|      | 1    | 26       | 2009. december 7. | 2010. január 10. | TBA             | TBA             |
|      | 2    | 24       | 2010. május 25.   | 2010. június 25. | TBA             | TBA             |

### 1. évad (2008–2009)
| Epizód száma | Eredeti cím               | Magyar cím              | Angol bemutató      | Magyar bemutató |
| ------------ | ------------------------- | ----------------------- | ------------------- | --------------- |
| 1/1          | Like a Mirror             | Mint egy tükör          |                     |                 |
| 2/2          | He and Me                 | Ő és én                 |                     |                 |
| 3/3          | Cinderella                | Hamupipőke              | 2010. július 28.    |                 |
| 4/4          | Famous Unknowns           | Híres ismeretlenek      | 2010. július 29.    |                 |
| 5/5          | Like a fish in the water  | Mint hal a vízben       | 2010. augusztus 2.  |                 |
| 6/6          | Free Kurt                 | Kurt elszökik           | 2010. augusztus 3.  |                 |
| 7/7          | Brothers                  | Testvérek               | 2010. augusztus 4.  |                 |
| 8/8          | Interscholastic Competion |                         | 2010. augusztus 5.  |                 |
| 9/9          | Girl stuff                | Lánycucc                |                     |                 |
| 10/10        | Sava our farm!!!          | Mentsük meg a farmot!!! | 2010. augusztus 10. |                 |
| 11/11        | Commitment                | Feltékenység            | 2010. augusztus 11. |                 |
| 12/12        | Jealousy                  | Elkötelezettség         | 2010. augusztus 12. |                 |
| 13/13        | Panic                     | Pánik                   |                     |                 |
| 14/14        | Family Ties               | Családi kapcsolatok     |                     |                 |
| 15/15        | Be the other              | Ő a másik               |                     |                 |
| 16/16        | Sa lie                    | Hazugságok              |                     |                 |
| 17/17        | Our teacher, Aida         | A tanárunk, Aida        |                     |                 |
| 18/18        | On mothers and Sons       | Anya és fiai            |                     |                 |
| 19/19        | Happy birthday ti you     | Boldog szülinapot       |                     |                 |
| 20/20        | The perfect family        | Tökéletes család        |                     |                 |
| 21/21        | Am I.....me?              | Én...én vagyok?         |                     |                 |
| 22/22        | Call a spade a spade      |                         |                     |                 |
| 23/23        | Confessions confused      | Megtévesztő vallomások  |                     |                 |
| 24/24        | Love of my life           | Életem szerelme         |                     |                 |
| 25/25        | Best friends              | A legjobb barátok       |                     |                 |
| 26/26        | Back to Being me          | Vissza hozzám           |                     |                 |